# Мармижі (Конишевський район)
Мармижі (рос. Мармыжи) — присілок в Конишевському районі Курської області Російської Федерації.
Населення становить 81 особу. Входить до складу муніципального утворення Машкинська сільрада.

## Історія
Населений пункт розташований на території українського етнічного та культурного краю Східна Слобожанщина.
Від 2004 року входить до складу муніципального утворення Машкинська сільрада.

## Населення
| 2002 | 2010 |
| ---- | ---- |
| 163  | ↘81  |